# 央端社
央端社（おうえいしゃ）は、2008年ごろからウィキペディア日本語版の一部の記事において情報源として引用された書籍の出版社である。2015年になって実在しない可能性が高いことが指摘された。
情報源として央端社の書籍を用いた編集者によると、央端社は宮城県の出版社で、読みは「おうえいしゃ」であるという。央端社という出版社の存在は、帝国データバンクのデータベース、国立国会図書館の蔵書検索、Amazon.com、日本の古本屋、スーパー源氏などの商品検索で確認できない。また、ISBNを管理する日本図書コード管理センターにも登録されておらず、所在地とされる宮城県の宮城県図書館にも所蔵がない。

## ウィキペディア記事への疑惑
央端社に関する記述は、あるウィキペディア編集者が2008年ごろから作成した犬種に関する記事群において出典として用いられていた。ウィキペディア内の議論では、2008年の段階で央端社に関するインターネットの情報がなさすぎることが不審に思われてはいたものの、この時点で記事が削除されることはなかった。その編集者によれば、所持していた蔵書は2011年の東日本大震災の際に失われたという。その編集者が手を加えた犬種関連記事数は700を超えていた。
その後も各所で央端社の実在性については疑問が呈された。2012年にはナレッジコミュニティのOKWAVEに央端社の実在を疑う質問が投稿され、ウィキペディアで出典として挙げられていた8つの文献に関して国立国会図書館や各種書店に情報が一切登録されていないと指摘された。
2015年に入って、Twitterにおいてウィキペディアにおける央端社の記述に関する有志による検証がなされ、Togetterまとめ記事である「Wikipediaの参考文献に挙がっているが、存在が確認できない出版社『央端社』」が作成された。ウィキペディアのコミュニティ内では改めて当該犬種記事が精査され、削除審議にかけられた。

## 評価
ライターの石動竜仁は、出典とされている資料が存在しないことを証明することは困難であり、本件によってオープンな百科事典の困難性が露呈したと述べた。またガジェット通信の84ocaは、発覚まで5年を要した「ビコリム戦争」に比肩する出来事であると評した。ウィキペディアンの北村紗衣は、ウィキペディアではお互いが「善意で資料を探して書いている」ことを仮定しているため、嘘記事が気づかれるまでに時間がかかる場合があると述べた。